# Kroppsterapeuternas yrkesförbund
Kroppsterapeuternas Yrkesförbund är ett yrkesförbund och en ideell organisation för de som jobbar som egna företagare eller anställda inom friskvård, däribland massage. Förbundet bildades år 2001 och har idag drygt 4000 medlemmar. Ordförande sedan april 2014 är Mia Josjö, och Desiree Blomberg är generalsekreterare sedan oktober 2020.

## Historia
Kroppsterapeuterna bildades som förbund år 2001 vid sammanslagningen av Svenska Massörers Riksförbund (SMRF) och Svenska Kroppsterapeuternas Riksförbund (SKR). Idag har förbundet en större bredd av behandlande terapeuter från friskvårdsmarknaden som medlemmar.
Kroppsterapeuternas medlemmar arbetar inom ett stort antal yrkeskategorier inom friskvården. De är massageterapeuter, personliga tränare, friskvårdskonsulter/hälsopedagoger, coacher, akupressörer, aromaterapeuter, ayurvediska massageterapeuter, easy movements-instruktörer, ekologiska hudvårdsterapeuter, kinesiologer, kost/näringsrådgivare, näringsterapeuter, rosenterapeuter (Rosenmetoden), shiatsuterapeuter, spaterapeuter, taktilterapeuter, yogalärare/yogainstruktörer, yogamassörer och zonterapeuter/reflexologer.

## Massagens dag
Sedan 2012 arrangeras Massagens dag den 12 maj i Sverige, Norge, Danmark, Finland, Island och Färöarna på initiativ av Kroppsterapeuternas Yrkesförbund.